# Schmitten GR
| GR ist das Kürzel für den Kanton Graubünden in der Schweiz. Es wird verwendet, um Verwechslungen mit anderen Einträgen des Namens Schmitten zu vermeiden. |

Schmitten ⓘ (rätoromanisch Ferrera) ist eine politische Gemeinde im Schweizer Kanton Graubünden. Sie gehört zur Region Albula und ist traditionell deutschsprachig.

## Geographie
Schmitten ist ein Strassendorf auf der rechten Seite des Albulatals an der Kantonsstrasse zwischen Lenzerheide und Davos.

## Geschichte

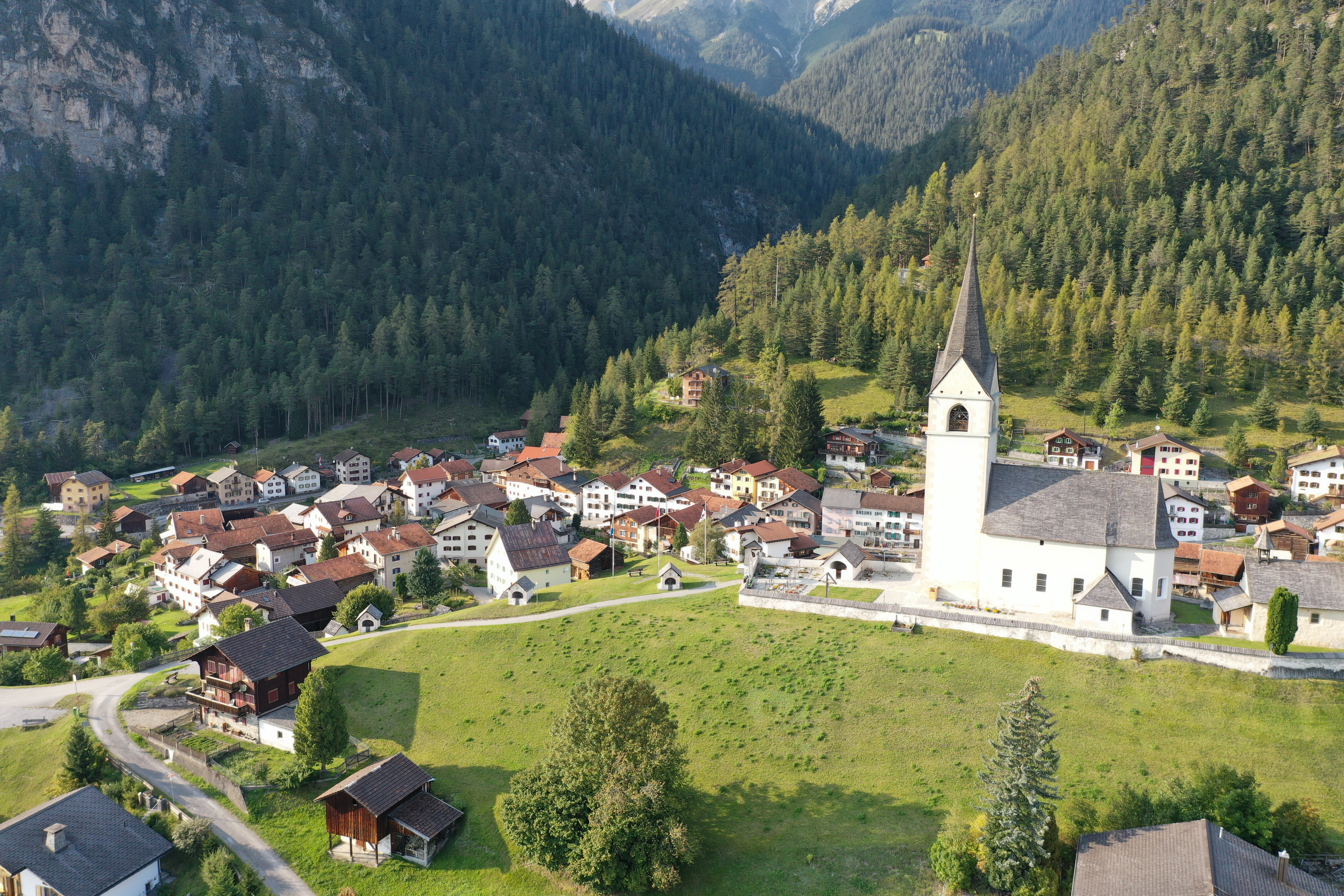
Dorfansicht mit Kirche

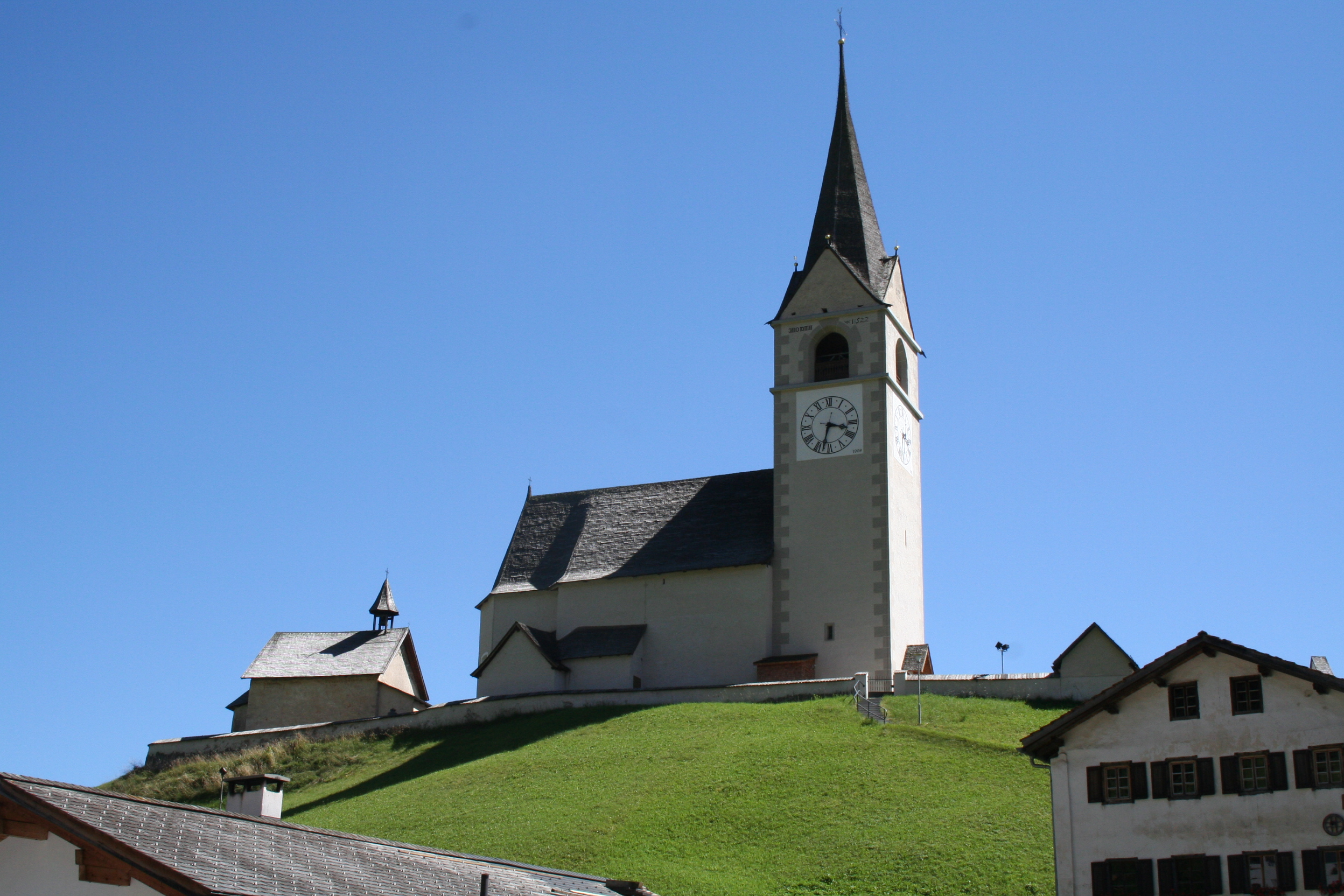
Kirche Schmitten

Historisches Luftbild von Werner Friedli (1954)

Die Siedlung wurde 1447 als Schmiten erwähnt. Im ursprünglich von Romanen dünn besiedelten Gebiet erfolgte der Landesausbau im 14. und 15. Jahrhundert durch Walser von Davos her. Die Grundherrschaft hatten bis 1338 die Vazer inne. 1480 erfolgte die Aufteilung der Gerichtsgemeinde Alvaneu in die Nachbarschaften Schmitten, Wiesen und Alvaneu. Als Teil der Gerichtsgemeinde Belfort (seit 1436 im Zehngerichtenbund) kam Schmitten über die Toggenburger, Montforter und Matscher 1477 an Österreich, dessen letzte Rechte 1652 ausgekauft wurden. 1613 trennten sich die drei Inner-Belforter Nachbarschaften von Ausser-Belfort und bildeten bis 1851 das Halbgericht Inner-Belfort samt freier Ammannwahl.
Die Inner-Belforter Pfarrkirche St. Luzius befand sich in Schmitten, später in Alvaneu. 1470 bis 1490 wurde die Kirche Allerheiligen errichtet. Seit 1718 ist Schmitten eine eigene Pfarrei. Eine reformierte Gemeinde bestand nur bis 1608.
In Schmitten wurden Viehzucht und Ackerbau betrieben. Bis ins 19. Jahrhundert wurden Eisen, Blei und Kupfer abgebaut und verhüttet. 1862 zerstörte ein Brand das Dorf. Der Bau der Landwasserstrasse erfolgte 1870 bis 1873. Ab den 1980er Jahren entstanden viele Zweitwohnungen. Im Jahr 2000 waren 65 Prozent der Einwohner Wegpendler. 2005 arbeiteten rund 59 Prozent der in Schmitten Erwerbstätigen im zweiten und rund 35 Prozent im dritten Wirtschaftssektor.

## Wappen
| Wappen von Schmitten GR | Blasonierung: «In Blau goldenes Zepter, gekreuzt mit goldenem Bischofsstab»                                |
| Wappen von Schmitten GR | Attribute des heiligen Luzius in den Farben des Zehngerichtenbundes als Hinweis auf die alte Luziuskirche. |

## Bevölkerung
| Jahr      | 1623 | 1850 | 1900 | 1950 | 1980 | 1990 | 2000 | 2010 | 2020 |
| Einwohner | 170  | 205  | 249  | 329  | 208  | 252  | 243  | 256  | 222  |

### Sprachen
Im 14. und 15. Jahrhundert wurde der Ort von Walsern aus Davos besiedelt. Obwohl an das rätoromanische Sprachgebiet angrenzend, lag der Anteil der Rätoromanen in Schmitten immer klar unter 10 %. Die Entwicklung in den letzten Jahrzehnten zeigt untenstehende Tabelle:
| Sprachen      | Volkszählung 1980 | Volkszählung 1980 | Volkszählung 1990 | Volkszählung 1990 | Volkszählung 2000 | Volkszählung 2000 |
| Sprachen      | Anzahl            | Anteil            | Anzahl            | Anteil            | Anzahl            | Anteil            |
| ------------- | ----------------- | ----------------- | ----------------- | ----------------- | ----------------- | ----------------- |
| Deutsch       | 195               | 93,75 %           | 243               | 96,43 %           | 229               | 94,24 %           |
| Rätoromanisch | 11                | 5,29 %            | 3                 | 1,19 %            | 3                 | 1,23 %            |
| Italienisch   | 2                 | 0,96 %            | 0                 | 0,00 %            | 2                 | 0,82 %            |
| Einwohner     | 208               | 100 %             | 252               | 100 %             | 243               | 100 %             |

### Herkunft und Nationalität
Von den Ende 2005 266 Bewohnern waren 247 (= 92,86 %) Schweizer Staatsangehörige.

## Verkehr
1870–1873 wurde die Landwasserstrasse entlang dem Fluss Landwasser gebaut. Die Strasse führt von Brienz/Brinzauls über Alvaneu und Schmitten, entlang an Steilhängen und durch Lärchenwälder, die mit tief eingeschnittenen Tälern (hier Tobel genannt) abwechseln, nach Davos Wiesen und endet in Davos.
Die Albulabahn führt über den Landwasserviadukt und den Schmittener-Tobel-Viadukt durch das Gemeindegebiet.

## Sehenswürdigkeiten

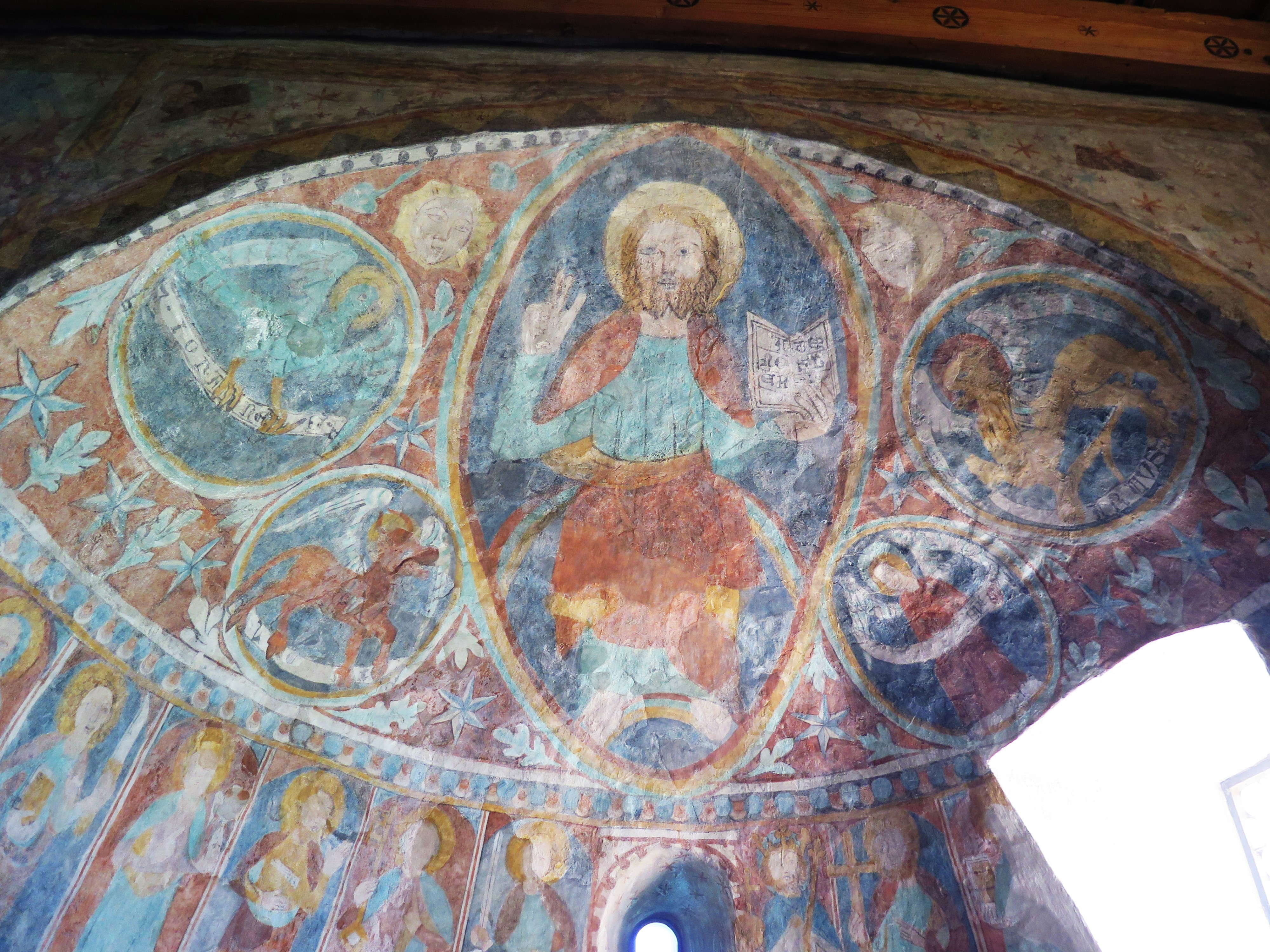
Kapelle St. Luzius, Wandmalerei in der Apsis

Über dem Ort thronen malerisch die Barockkirche Allerheiligen mit einer prachtvollen Ausstattung und die romanische Kapelle St. Luzius mit spätgotischen Fresken.
Von diesem Kirchenhügel hat man einen einprägsamen Ausblick über das Albulatal. Von dem 1707 erbauten Pfarrhaus folgt man dem Kreuzweg von 1761, dessen Passionsbilder seit 1985 wieder vollständig renoviert sind, hinauf zum Friedhof, der die Pfarrkirche Allerheiligen und die Kapelle St. Luzius umschliesst.
Bei Schmitten befinden sich alte Erzgruben.

## Fusion der Gemeinde
Im Rahmen der Gemeindefusionen in Graubünden gab es Bestrebungen, alle Gemeinden im Albulatal zu einer einzigen Gemeinde Albula zu fusionieren. Am 23. März 2013 lehnte jedoch eine Mehrheit der Bevölkerung von Schmitten dies in einem Grundsatzentscheid ab. Es wird nun diskutiert, ob Schmitten mit der Gemeinde Davos fusionieren soll. Diesen Weg hatte 2009 die östlich von Schmitten gelegene damalige Gemeinde Wiesen beschritten.

## Vereinigung Freunde von Schmitten (VFvS)
Seit 1966 veröffentlicht die Vereinigung Freunde von Schmitten jedes Jahr eine aufwändige Dorfchronik. Neben den jährlichen Berichten der Gemeinde und der Dorfvereine befasst sich die Chronik auch mit Themen, welche für ein kleines Alpendorf von Bedeutung sind. Herausgeber und Redaktion sind die Mitglieder des Vereinsvorstands.